# Dreieich
Dreieich (pronunciación en alemán: /draɪ̯ˈʔaɪ̯ç/ⓘ) es un municipio situado en el distrito de Offenbach, en el estado federado de Hesse (Alemania). Su población estimada a finales de 2016 era de 41 042 habitantes.
Se encuentra ubicado al sureste del estado, a poca distancia de la orilla sur del río Meno, uno de los principales afluentes del Rin.